# Ancyluris tedea
Ancyluris tedea is een vlindersoort uit de familie van de prachtvlinders (Riodinidae), onderfamilie Riodininae.
Ancyluris tedea werd in 1777 beschreven door Cramer.